# Liche (créature)
Pour les articles homonymes, voir Liche.
 (février 2024).
Si vous disposez d'ouvrages ou d'articles de référence ou si vous connaissez des sites web de qualité traitant du thème abordé ici, merci de compléter l'article en donnant les références utiles à sa vérifiabilité et en les liant à la section « Notes et références ».
La liche est, dans la littérature et les jeux de fantasy, une créature imaginaire, un sorcier mort qui se maintient dans un état mort-vivant grâce à ses pouvoirs magiques.
Les liches sont habituellement des créatures maléfiques, hautement intelligentes, autonomes et surtout, très puissantes. Mais la transformation d’un sorcier en liche peut se faire pour des raisons diverses, pas toujours maléfiques.
On fait une distinction entre les liches, créatures douées de volonté, et de simples morts-vivants (squelettes ou zombies par exemple), qui n’ont pas choisi leur sort et qui n’ont plus aucune volonté propre. Ces derniers sont en général utilisés comme des esclaves ou marionnettes par un nécromancien qui les manipule de manière plus ou moins consciente. Les zombies sont également présents dans la religion vaudou, mais ils n’ont pas la même connotation que dans l’univers médiéval fantastique.
Bien qu'inventé par Gary Gygax en 1978[réf. nécessaire] avec la première édition de Donjons et Dragons, le concept de liche est inspiré de nombreux personnages de fiction comme Sauron (immortel tant que l'Anneau unique qui contient son pouvoir n'est pas détruit) et avant cela de contes et légendes anciens comme celui de Kochtcheï l'immortel. Il existe aussi d'évidents parallèles avec les momies, les sokushinbutsu et le Juif errant[réf. nécessaire].

## Origine du terme
Le mot « liche », inconnu de la culture française, a été adapté de l'anglais « lich », utilisé dans ce contexte par les traducteurs des jeux et romans évoqués plus haut. En anglais, le mot est lié au vieil anglais « lyche » et à l'allemand « leiche », qui signifient « corps » ou « cadavre ».

## DansDonjons et Dragons

### Description

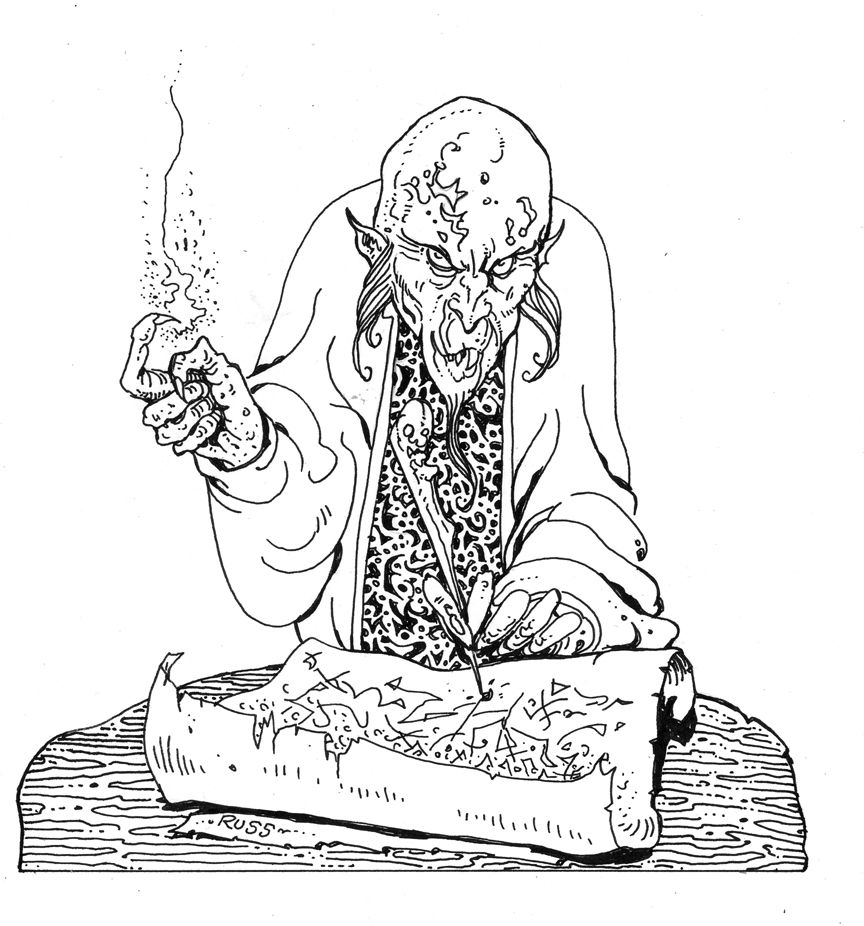
Représentation d'un sorcier écrivant sur un parchemin.

La liche est un des monstres récurrents du jeu de rôle Donjons et Dragons, où elle apparaît comme un sorcier (ou un prêtre) de haut statut et d'une grande puissance ayant tout sacrifié pour obtenir la vie éternelle.
Le processus pour devenir une liche est un secret bien gardé. Même pour ceux qui ont cette connaissance, l’opération reste très coûteuse et surtout dangereuse, l’échec entraînant la mort et la damnation éternelle. Pour devenir une liche, le prétendant doit créer un phylactère, en général un petit objet, qui servira à contenir sa force vitale (c'est-à-dire son âme) après sa mort.
Détruire l’enveloppe physique d’une liche ne sert à rien si l’on ne détruit pas son phylactère, car celui-ci permet à la créature de se reconstituer complètement après un certain délai. Le phylactère d'une liche peut être soit une amulette contenant des incantations écrites, ou tout autre objet de très grande valeur aux yeux de son propriétaire.
La liche la plus connue de l'univers de Faucongris (et de Donjons et Dragons dans son ensemble) est celle de l'archimage Vecna, dont il ne reste plus qu'un œil et une main ; ces reliques sont très recherchées pour leurs pouvoirs mystiques, mais dangereuses car maudites.
Dans le film Donjons et Dragons, la puissance suprême, un des protagonistes, Klaxx, est une liche.

### Variantes

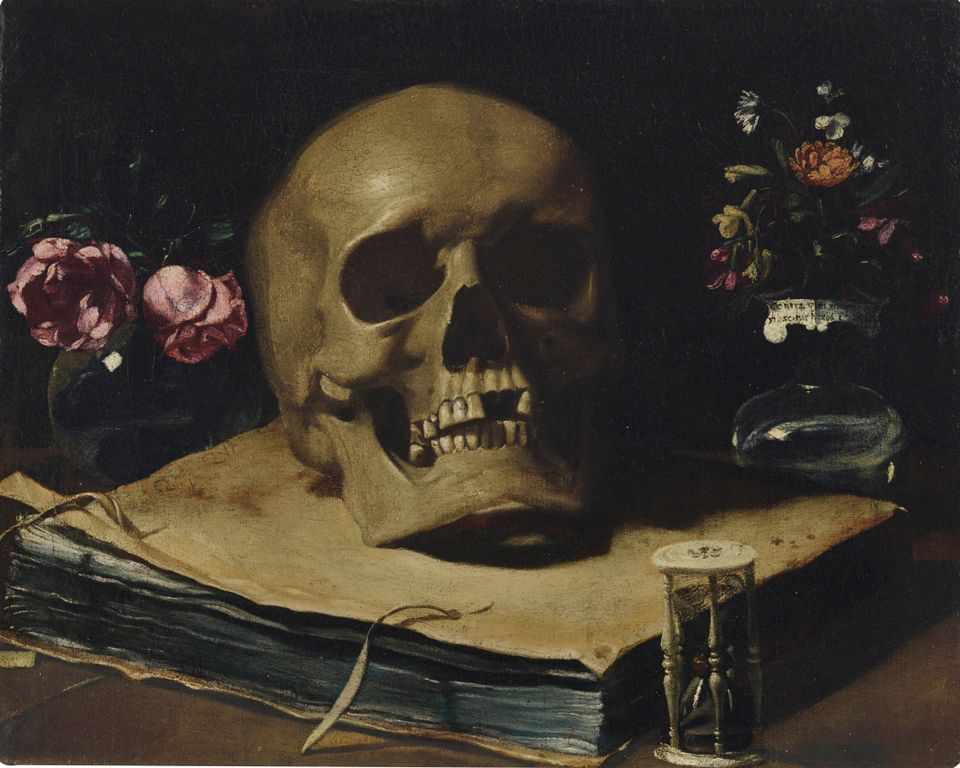
Une représentation possible d'une demi-liche, un crâne humain.

Dans l’univers de campagne des Royaumes oubliés, il existe des liches qui n’étaient pas des humains avant de devenir mortes-vivantes. C’est le cas des Baelnorn, qui sont d’anciens magiciens et ensorceleurs elfes, des Alhoon, qui furent autrefois des illithids (une race également appelée « Flagelleurs mentaux »), ou bien des dracoliches, d’anciens dragons devenus morts-vivants, le plus souvent convaincus de le faire par l’organisation de sorciers mauvais nommée le culte du Dragon.
Les demi-liches (demilich en version originale) sont des liches particulièrement anciennes et puissantes. Il ne reste de leur corps physique qu’un peu de poussière, un crâne et quelques ossements, mais ils gardent des pouvoirs très puissants. La demi-liche la plus connue de Donjons et Dragons est Acererak, qui apparaît pour la première fois dans le scénario La Tombe des horreurs.

## DansThe Elder Scrolls
Les liches des jeux vidéo de la série The Elder Scrolls prennent plusieurs formes :
- dans The Elder Scrolls III: Morrowind, les liches que l'on rencontre sont les seigneurs des ossements, puis, dans l'extension « Tribunal », on peut apprécier les liches qui logent dans les égouts de Lonsanglot (Mournhold en version originale). Ces liches sont plus « conventionnelles » ;
- dans The Elder Scrolls IV: Oblivion, les liches prennent l'apparence de sorciers et se trouvent dans les ruines, forts et grottes, qu'ils soient habités par des nécromanciens ou non ;
- dans The Elder Scrolls V: Skyrim, les liches que l'on peut trouver sont les prêtres-dragons.

## Dans la culture populaire

### Littérature
- Le personnage de Dorian Gray de l'écrivain Oscar Wilde s'apparente à la liche par certains aspects. Son portrait subissant les ravages du temps à sa place, il reste ainsi éternellement jeune; mais dès lors que le tableau est détruit, il retrouve l'état qu'il devrait connaître au même moment. Dans La Ligue des gentlemen extraordinaires, le pouvoir du tableau va jusqu'à rendre Dorian invincible car tous les dégâts qu'il subit sont immédiatement reportés sur le portrait, qui finit par ressembler à un cadavre sanguinolent.
- L'auteur britannique J. R. R. Tolkien n'a jamais formellement défini Sauron comme une « liche » (car, dans son univers, celui-ci fait partie des Maiar, une race d'esprits célestes comme les Valar), mais son personnage en remplit la définition du fait qu'il doive sa « survie » à l'Anneau unique, qui lui fait office de phylactère. Toutefois, dans la mythologie de Tolkien, Sauron ne disparaît pas lors de la destruction de l'anneau, mais est plutôt réduit à l'état de spectre impuissant, condamné à errer sur la Terre du Milieu jusqu'à la fin des temps.
  - On peut supposer que les Nazgûl, qui peuvent être repoussés temporairement mais jamais détruits, suivent la même logique avec leurs anneaux de pouvoir respectifs mais ce n'est pas certain, leur destin restant lié à Sauron. Dans le jeu vidéo La Terre du Milieu : L'Ombre de la guerre, Talion parvient à tuer un des Nazgûl ; mais après s'être emparé de son anneau pour survivre, finit par devenir l'un des leurs, ce qui symbolise l'immortalité des Nazgûl moins en tant qu'individus qu'en tant que serviteurs de l'anneau interchangeables (l'identité de sept d'entre eux n'est pas arrêtée dans la mythologie). Durant la bataille des Champs du Pelennor, Éowyn tue le chef des Nazgûl, le Roi-Sorcier d'Angmar, sans toucher à son anneau. Les Nazgûl et leurs anneaux respectifs disparurent en même temps que Sauron et l'anneau unique.
- Voldemort, antagoniste récurrent de la saga Harry Potter, est en quelque sorte une liche. Après avoir survécu sous une forme diminuée et parasitaire, il finit par reprendre forme humaine, mais de façon incomplète, ressemblant encore davantage à un cadavre. Sa survie dépend de l'intégrité de ses horcruxes, qui font donc office de phylactères. Il meurt instantanément à la destruction du dernier.
- Dans la série Kono subarashii sekai ni shukufuku o!, le personnage de Wiz est une liche tenant une boutique proposant de nombreux objets magiques de toute sorte.
- Xaltotun, sorcier d'Acheron ennemi de Conan le Barbare dans L'Heure du dragon, peut être considéré comme une liche, devant sa résurrection (et peut-être son antérieure longévité exceptionnelle) au cœur d'Ahriman. Il vit toutefois même après l'avoir perdu, jusqu'au moment où l'objet est utilisé contre lui. Une magicienne nous apprend alors que le cœur ne lui donnait qu'une apparence de vie.

### Livre-jeu
Dans le 7e tome de la série Quête du Graal, Le Tombeau des Maléfices (Tomb of Nightmares, 1986) de J. H. Brennan, l'antagoniste principal, Grott le Gredin, est une liche selon la description et sa dénomination en version originale (orthographiée lych toutefois) et ce bien que la traduction française ait inventé pour l'occasion le terme de brucolaque.

### Cinéma
- Le Seigneur des Ténèbres dans Taram et le Chaudron magique (1985), dessin animé des studios Disney.
- Jafar dans Aladdin (1992), après être devenu le plus puissant sorcier de l'Univers, devient le Génie d'une Lampe magique. Bien qu'invincible sous cette forme, il est prisonnier de cet artefact et meurt instantanément lors de la destruction de sa lampe dans Le Retour de Jafar.
- Le sorcier Raspoutine du film Anastasia (1997) de Don Bluth, dont la représentation est très caractéristique du monstre, avec son corps cadavérique et son précieux phylactère, dans lequel sont concentrés tous ses pouvoirs.
- Davy Jones (de la série Pirates des Caraïbes), bien que n'étant pas sorcier, s'apparente à une liche : grâce à un sortilège de Calypso, il s'est arraché le cœur et l'a enfermé dans un coffre, dans lequel il continue de fonctionner de manière autonome. À l'instar de la liche et de son phylactère, Davy Jones est invulnérable aux attaques physiques qui lui sont portées directement, mais quiconque détruit son cœur provoque sa mort instantanément.
  - Dans le quatrième opus La Fontaine de Jouvence, les marins du Queen Anne's Revenge croisent une ribambelle de bougies posées dans une grotte. L'un d'eux en brise une par curiosité, ce qui provoque instantanément la mort de son voisin[3]. Cela signifie que l'espérance de vie respective de tous les marins de l'océan (voir tous les mortels) dépend donc de l'intégrité de la bougie qui lui est associée, à la manière du phylactère d'une liche.

### Télévision
- Skeletor, le principal méchant de la série animée Les Maîtres de l'univers ainsi que du film qui en découle, est lui aussi une sorte de liche. En effet, il s'agit d'un sorcier dont le visage n'est qu'un crâne nu et dont la peau est d'un gris bleuâtre, comme celle d'un homme fraîchement décédé.
- Le Roi-Liche est un méchant de la série animée Adventure Time. Bien qu'il apparaisse rarement, de par sa puissance et son influence, il peut être considéré comme l'un des antagonistes principaux.
- Une liche apparaît dans l'épisode 8 de la saison 2 de Lost Girl.
- Dans la série animée OK K.O.! Let's Be Heroes, un « Squelette Vraiment Magique » est un ancien sorcier dont les pouvoirs magiques lui permettent de rester en vie sous forme de squelette, d'où son nom. C'est un personnage assez mineur, on ne connaît pas l'étendue de ses pouvoirs si ce n'est qu'il vit toujours même si ses os sont séparés et qu'il peut générer un feu violet ; s'il tombe à court de magie, il meurt.

### Bande dessinée et manga
- Par certains aspects, on peut considérer que Sasori, personnage du manga Naruto, est une sorte de liche, n'ayant conservé que son cœur qu'il a réimplanté dans son propre corps après empaillage grâce à un jutsu. Seule l'intégrité du cœur est nécessaire à sa survie.
- Momonga/Ainz, le protagoniste du manga Overlord, peut être comparé à une liche car c'est un squelette magicien. Des liches sont d'ailleurs présentes dans son armée.
- Brook, de One Piece, a mangé le fruit du démon qui confère l'immortalité. Réduit à l'état de squelette ambulant, il est donc littéralement invincible, et ne peut hypothétiquement mourir qu'en étant exorcisé de cette « malédiction ».
- Dans Kono Subarashii Sekai ni Shukufuku, Wiz et Keele sont mentionnés comme étant des liches.
- Dans le Webtoon "My Avatar' Path to Greatness" de TestSample et STUDIO LICO, le héros a un pouvoir d'avatar (clonage). Son premier avatar devient une liche puis une archiliche.

### Jeux vidéo
- Dans le jeu Titan Quest, les liches sont souvent des ennemis à combattre, parfois des boss, mais les joueurs qui ont la maîtrise « Esprit » peuvent invoquer un roi liche pour combattre à leurs côtés.
- Ner'zhul, le Roi Liche dans le monde imaginaire de Warcraft. D'autres liches moins puissantes comme Kel'Thuzad, pour la plupart servantes de Ner'zhul, existent dans cet univers. À noter que Ner'zhul n'est plus assez puissant pour se mouvoir de lui-même, et ce n'est que lorsqu'Arthas Menethil revêt le heaume dans lequel l'âme du chaman survit que le Roi Liche, fusion de leurs deux esprits, reprend la tête du Fléau. Il est aussi possible que l'utilisateur de Deuillegivre (Frostmourne en version anglaise) soit une liche puisque l'épée emprisonne son âme.
- Karthus dans League of Legends est une liche.
- Thanatos de Secret of Mana et le Mage Masqué de Secret of Mana 2, se transforment en liche (Dark Lich dans la version anglaise, Tenebro dans la version française) pour affronter le héros. On rencontre également une liche dans le premier épisode de la série Seiken densetsu.
- Les officiers SS appelés « dépouillés » dans le jeu Wolfenstein (2009) se rapprochent des liches.
- La Liche est l’ennemi principal du jeu vidéo Guild Wars Prophecies.
- Kangaxx est une demi-liche que l’on peut rencontrer dans le jeu vidéo Baldur's Gate II: Shadows of Amn.
- Dans l'univers des Elder Scrolls, Mannimarco, le roi des vers, est une liche qui a ensuite accédé au statut de divinité.
- Dans Arx Fatalis (2002), on peut croiser une liche dans une pièce secrète du temple d'Akbaa. La crypte sous la ville d'Arx en compte également quelques-unes. Elles peuvent notamment faire apparaître des zombies pour attaquer le joueur.
- Dans Final Fantasy, Liche est un seigneur élémentaire qu'il faut vaincre pour restaurer l'éclat du Cristal de la Terre.
- Les liches sont présentes dans le bestiaire des forces de la nécropole dans la série de jeux vidéo Heroes of Might and Magic, de même que les grandes liches, les archiliches et les liches cardinales (leurs niveaux supérieurs dans respectivement Heroes of Might and Magic III, Heroes of Might and Magic V) et Might and Magic: Heroes VI.
- Pius Augustus, ancien légionnaire romain du jeu Eternal Darkness: Sanity's Requiem est devenu une liche après avoir touché l'artefact d'un des Trois Anciens et devient le « lieutenant » de ce dernier, il est le boss final du jeu.
- Une liche est l'un des plus puissants mort-vivants présents dans le jeu Battle for Wesnoth.
- La forme de liche est un attribut des nécromants dans le jeu Guild Wars 2.
- Dans Rogue Legacy, une liche est disponible parmi la liste des personnages à jouer.
- Ethreain la liche est un des héros jouables dans le jeu multijoueur Dota 2.
- Le boss secret de fin du jeu Enter the Gungeon est une liche.
- Les Iron Liche sont des têtes de mort dans le jeu Heretic.

### Jeux de rôle
- Szass Tam, dirigeant des Sorciers Rouges dans l'univers des Royaumes oubliés.
- Dans l'univers fantastique de Warhammer, les liches sont les prêtres de la civilisation antique de Nehekara. Ils connaissent les rituels de momification et ont pu se maintenir à l'état de morts-vivants grâce à leurs pouvoirs. La liche la plus puissante de l'univers de Warhammer est Nagash, le seigneur suprême des morts-vivants, prêtre déchu, destructeur de la civilisation de Nehekara et créateur des vampires.
- Welcome to the dungeon est un jeu de rôles mi-stratégique, mi-bluff, mi-fantastique.

### Web-séries
- Une liche en babouches apparaît brièvement dans l'épisode 9 du Donjon de Naheulbeuk. Cette liche tue alors le Nain se promenant alors seul. Dans le même épisode, la liche meurt tuée par le reste de la Compagnie. La liche avait un appartement supposé dans l'un des étages du donjon.
- L'antagoniste principal de la fin de la première campagne websérie Critical Role est Vecna, l'archiliche qui veut s'élever au rang de divinité.
- Xykon, principal antagoniste de la bande dessinée en ligne The Order of the Stick est une liche typique de Donjons et Dragons.
- Dans la série audio Reflets d'acide, une liche est le chef de l'armée des morts et damnés du Mortir.

### Jeux de cartes à collectionner
- Dans Magic : L'Assemblée, depuis les premières éditions du jeu (la première datant de 1993), des liches sont utilisées comme créatures, enchantements, etc.
- Dans Yu-Gi-Oh!, plusieurs cartes représentent des liches voire des dracoliches.
- Dans Hearthstone, le personnage du Roi Liche (à l'origine un personnage du jeu World of Warcraft) est présent, notamment depuis l'extension Chevaliers du Trône de glace.